# Осейдж (река)
Осейдж (англ. Osage River) — река в центральной части штата Миссури, США. Правый приток реки Миссури. Составляет 444 км в длину; площадь бассейна — около 39 627 км². Средний расход воды в районе города Сент-Томас — 308 м³/с.
Берёт начало на юго-западе штата Миссури, примерно в 23 км к северо-востоку от города Невада, на границе округов Бейтс и Вернон. Образуется как слияние рек Мере-де-Син и Литл-Осейдж. Вместе с рекой Мере-де-Син длина Осейджа составляет более 800 км. Протекает сперва через водохранилище Гарри-Трумэн длиной 64 км, а сразу ниже его — через водохранилище Озаркс, длина которого составляет около 148 км. Ниже плотин река течёт преимущественно в северо-восточном направлении и впадает в Миссури в 24 км к востоку от города Джефферсон-Сити. Водосбор реки включает территорию на востоке штата Канзас, а также большую часть запада и центра штата Миссури.
Река названа по названию индейцев осейджи, проживавших в этих местах на момент прихода сюда европейцев. 2 плотины реки поставляют электроэнергию для нужд агломерации Сент-Луиса.